# Philotrypesis jacobsoni
Philotrypesis jacobsoni är en stekelart som beskrevs av Grandi 1926. Philotrypesis jacobsoni ingår i släktet Philotrypesis och familjen fikonsteklar.
Artens utbredningsområde är Taiwan. Inga underarter finns listade i Catalogue of Life.